# Шалыги (Пермский край)
Шалыги — деревня в Пермском крае России. Входит в Чусовской городской округ.

## Географическое положение
Расположена в западной части округа, недалеко от левого берега Чусовой, на расстоянии менее 4 километров по прямой к юго-западу от села Сёла.

## История
Известна с 1623—1624 годов как деревня Шалыгина.
С 2004 до 2019 года деревня входила в Сёльское сельское поселение Чусовского муниципального района.

## Население
| 2010 | 2021 |
| ---- | ---- |
| 58   | ↘46  |

Постоянное население деревни составляло 66 человек в 2002 году (86 % русские). 

## Климат
Климат умеренно-континентальный. Среднегодовая температура воздуха колеблется около 0 градусов, среднемесячная температура января — минус 16 градусов, июля — плюс 17 градусов, заморозки отмечаются в мае и сентябре. Высота снежного покрова достигает 80 см. Продолжительность залегания снежного покрова 170 дней. Продолжительность вегетационного периода 118 дней. В течение года выпадает 500—700 мм осадков.